# Philodromus buxi
Philodromus buxi är en spindelart som beskrevs av Simon 1884. Philodromus buxi ingår i släktet Philodromus och familjen snabblöparspindlar. Inga underarter finns listade i Catalogue of Life.